# Buchhof (Starnberg)
Buchhof ist ein Gutshof innerhalb der oberbayerischen Kreisstadt Starnberg. Das Bayerische Landesamt für Statistik führt Buchhof als eigenständigen Ortsteil Starnbergs. Gemeindepolitisch ist die Ansiedlung dem Starnberger Ortsteil Percha zugehörig, zu dessen Verwaltungsbereich sie bis zur Eingemeindung am 1. Mai 1978 gehörte. Schloss Buchhof, der denkmalgeschützte ehemalige Landsitz der Gutsbesitzer, wird als Schulgebäude der „Munich International School“ genutzt.

## Lage
Die Gebäude des Gutes Buchhof liegen 633 m ü. NHN auf einem Moränenhügel etwa zwei Kilometer östlich des Starnberger Stadtzentrums. Sie sind über die Olympiastraße (Staatsstraße 2065) zu erreichen. Die Bundesautobahn 952 durchschneidet die in der Gemarkung Percha liegenden Fluren des Gutshofs, die nordwestlich an das Leutstettener Moos und südlich an die Gemeinde Berg grenzen.
Sie sind im Süden Teil des Landschaftsschutzgebiets Starnberger See – Ost, im Norden Teil des Landschaftsschutzgebiets Würmtal und partiell auch des FFH-Gebiets Moore und Wälder der Endmoräne bei Starnberg.

## Geschichte

### Gut Buchhof
Buchhof wird in einer Urkunde 1181/82 als „Puoche“ erstmals schriftlich erwähnt. Anlass war die Schenkung des dortigen Besitzes des Pfalzgrafen Friedrich II. an das Kloster Schäftlarn. Die Ansiedlung selbst ist jedoch wesentlich älter. Eine naheliegende Burgruine auf dem Buchhofer „Schloßberg“ soll als gemauertes Kastell mit Wachturm bereits während der römischen Kaiserzeit erbaut worden sein.
Mit einem Landbesitz von 141 Hektar war Buchhof bis ins 19. Jahrhundert der größte der Höfe, die innerhalb des heutigen Starnberger Stadtgebiets lagen. Neben dem Ackerbau war auch die Viehwirtschaft von großer Bedeutung. Bereits 1185 berichtet das Schweinezinsverzeichnis des Klosters von einem ungewöhnlich hohen Bestand von 60 Sauen. In späteren Jahren hat sich die Art der Tierhaltung gewandelt. Einer Steuererhebung zufolge gab es 1671 auf dem Gehöft: 5 Roß, 3 Fohlen, 10 Khie, 1 Stier, 10 Jungrinder, 4 Kälber, 15 Schafe, 6 Lämmer, 2 Imppen, 1 Schweinsmutter, 15 Frischling.

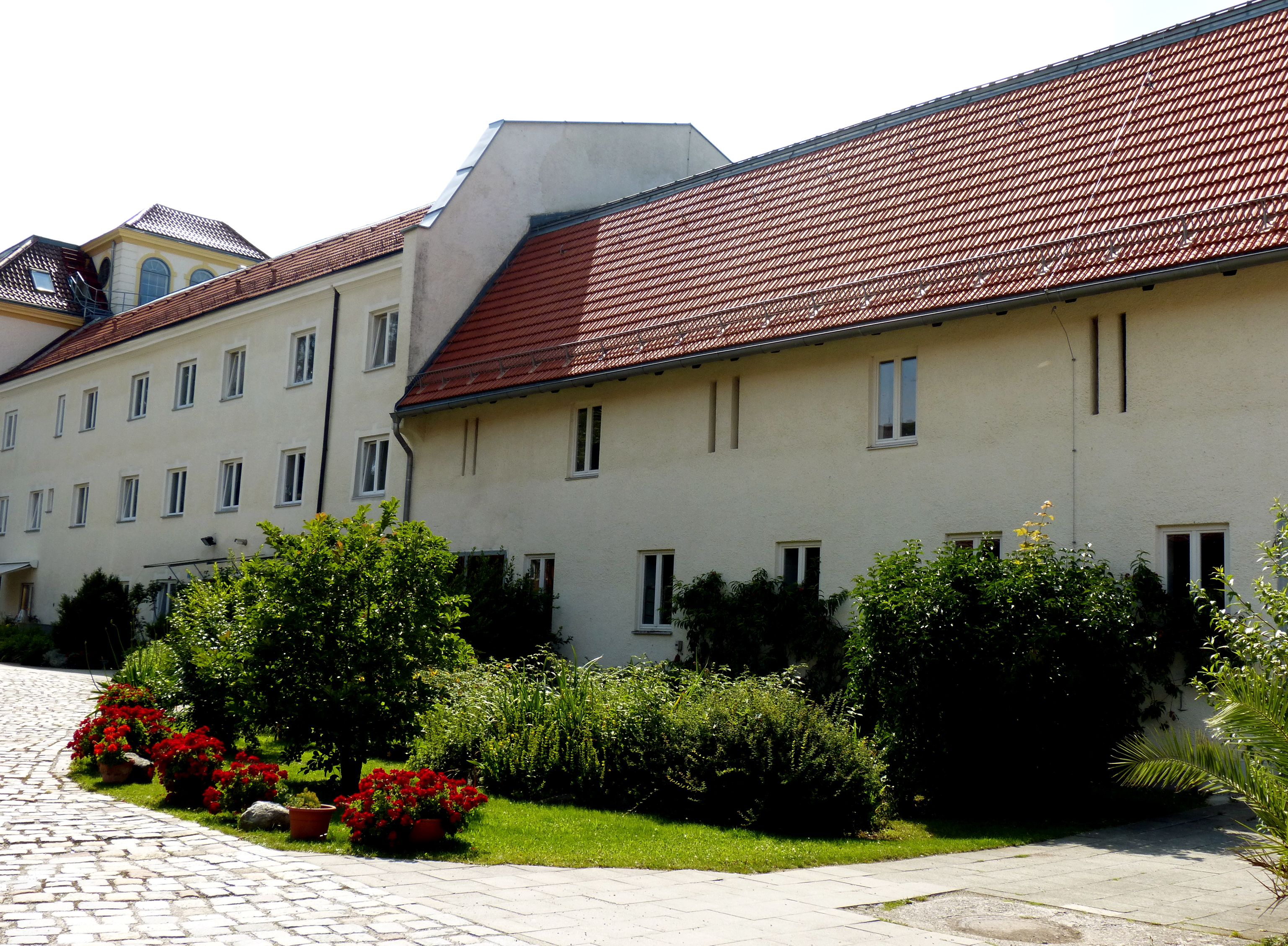
Blick auf einen Teil des Wohn- und Wirtschaftstraktes des Gutes Buchhof

Im Zuge der Säkularisation ging der Buchhof 1803 von Kloster Schäftlarn in das Eigentum des Kurfürstentums Bayern über. Wie bei vielen der großen ehemaligen Klosterhöfe der Region endete damit auch beim Buchhof die Zeit des bäuerlichen Besitztums. Die Gutshöfe waren zu einem begehrten Anlageobjekt des wohlhabenden Münchner Bürgertums geworden. 1806 erwarb der königlich bayerische Pfistermeister Philipp Jacobi das Gut und begann mit erheblichen Umbaumaßnahmen. An Neubauten entstanden eine Ziegelbrennerei, eine Brauerei und am Fuße des alten Burgberges ein Märzenkeller mit einer Kellerwirtschaft, die noch bis 1920 in Betrieb war. Die Kosten für diese Unternehmungen zwangen ihn zur Aufnahme von Geldern und 1814 zum Verkauf des gesamten Areals.
Nach weiteren Besitzern hatte 1841 der Münchner Industrielle Karl Friedrich Ritter von Maffei die Gelegenheit, den Buchhof für 45.500 Gulden zu erwerben. In seine Zeit fiel die bauliche Entwicklung Starnbergs vom Dorf zum Kurort und der Bau vieler der frühen Villen rund um den Starnberger See. Diese Bautätigkeiten führten zu einer hohen Auslastung seiner Buchhofer Ziegelei und veranlassten von Maffei zum Ausbau der Produktionsstätte. Gemeinsam mit dem landwirtschaftlich genutzten Teil des Gutes entwickelte sich Buchhof zu einem lukrativen Familienunternehmen, dem nach dem Tode des Vaters Guido von Maffei vorstand und das sein Bruder Paul von Maffei, der Eigentümer der benachbarten Güter Selcha und Heimathshausen, verwaltete.
Nach der letzten Maffei-Erbin – Sophie von Klenze, geb. Maffei – und zwei weiteren Besitzern erwarb 1939 der Pferdezuchtverein das Braune Band von Deutschland neben Heimathshausen auch den gesamten Buchhof-Komplex. Die Reichsorganisation, deren Kuratorium mit Parteiprominenz der NSDAP besetzt war, war als Gegengewicht zu dem damals vom Adel geprägten Pferdesport gegründet worden. Als Veranstalterin viel beachteter und hochdotierter Pferderennen auf der Münchner Galopprennbahn Riem erbaute sie hier ein neues Gestüt. Nach dem Zweiten Weltkrieg übernahm der „Münchner Verein zur Förderung der Pferdezucht e. V.“ die Restbestände der Anlage. 1965 gingen die Ländereien an die Landeshauptstadt München über und sind seitdem ein Teil des Verbundes der städtischen Güter Münchens. Der wirtschaftliche Schwerpunkt des Gutes liegt nun auf der Produktion von Getreide und Leguminosen.

### Schloss Buchhof

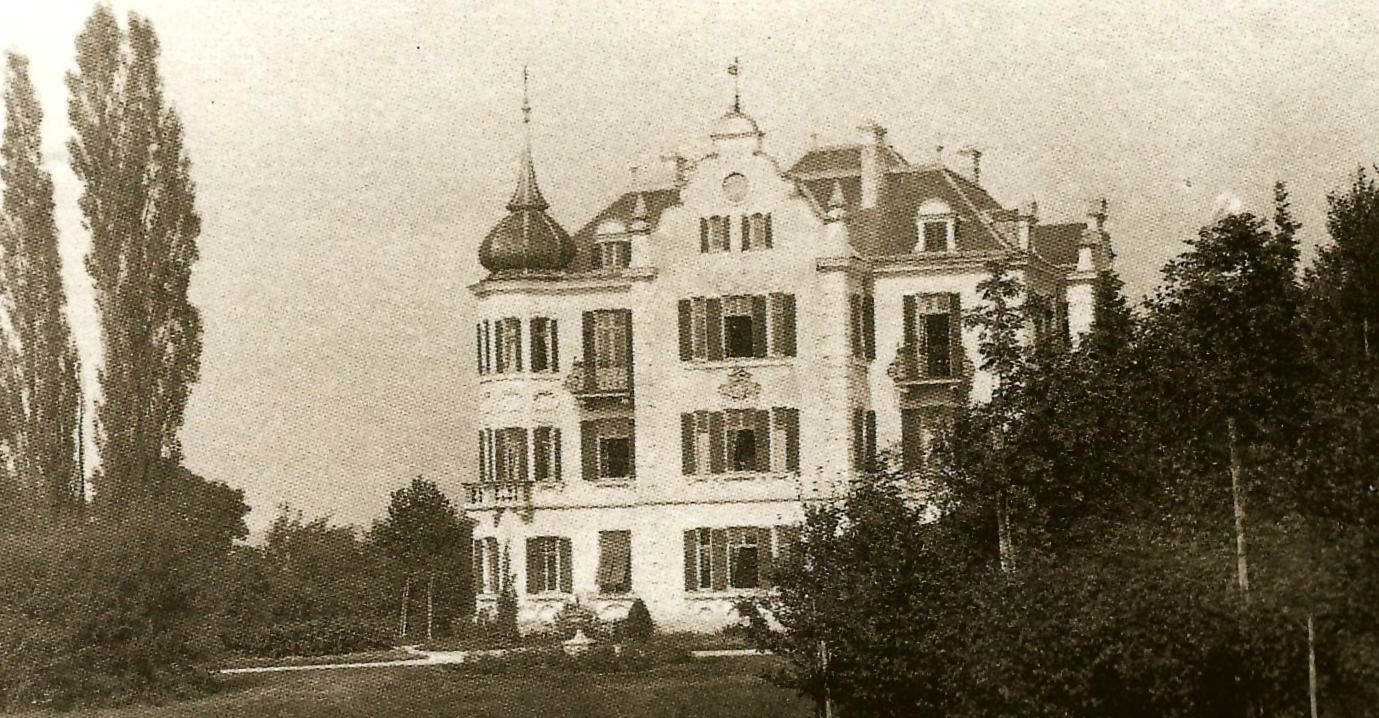
Schloss Buchhof um 1910

Zu Beginn des 19. Jahrhunderts, als der erste Münchner Käufer den abgelegenen Einödhof als Anlageobjekt erwarb, war die Gegend um den Starnberger See eine unverbaute, ursprüngliche Landschaft mit einigen alten Herrensitzen und kleinen Fischer- und Bauerndörfern. In Starnberg, einer Ortschaft mit 65 Anwesen unterhalb seines Schlosses (1803), lebten hauptsächlich Handwerker und Bedienstete des Münchner Hofes. 1841, als die Familie Karl Friedrich Ritter von Maffei den Buchhof erwarb, hatten sich diese Gegebenheiten verändert. In der Epoche der Spätromantik – einer Zeit der vermehrten Hinwendung zur Natur – hatten zunächst Wissenschaftler, Literaten und Maler den See entdeckt. Die ersten Villen am See waren als temporäre Wohnsitze entstanden, ihnen folgten Paläste, deren Bewohner auf legendären Festen einen regen kulturellen Umgang miteinander pflegten. Der endgültige Wandel der beschaulichen Seenlandschaft zum Naherholungsgebiet vor den Toren Münchens erfolgte 1851 mit dem Stapellauf des für 300 Passagiere gebauten Salondampfers „Maximilian“ und 1854 mit der Eröffnung der Bahnstrecke München–Starnberg.

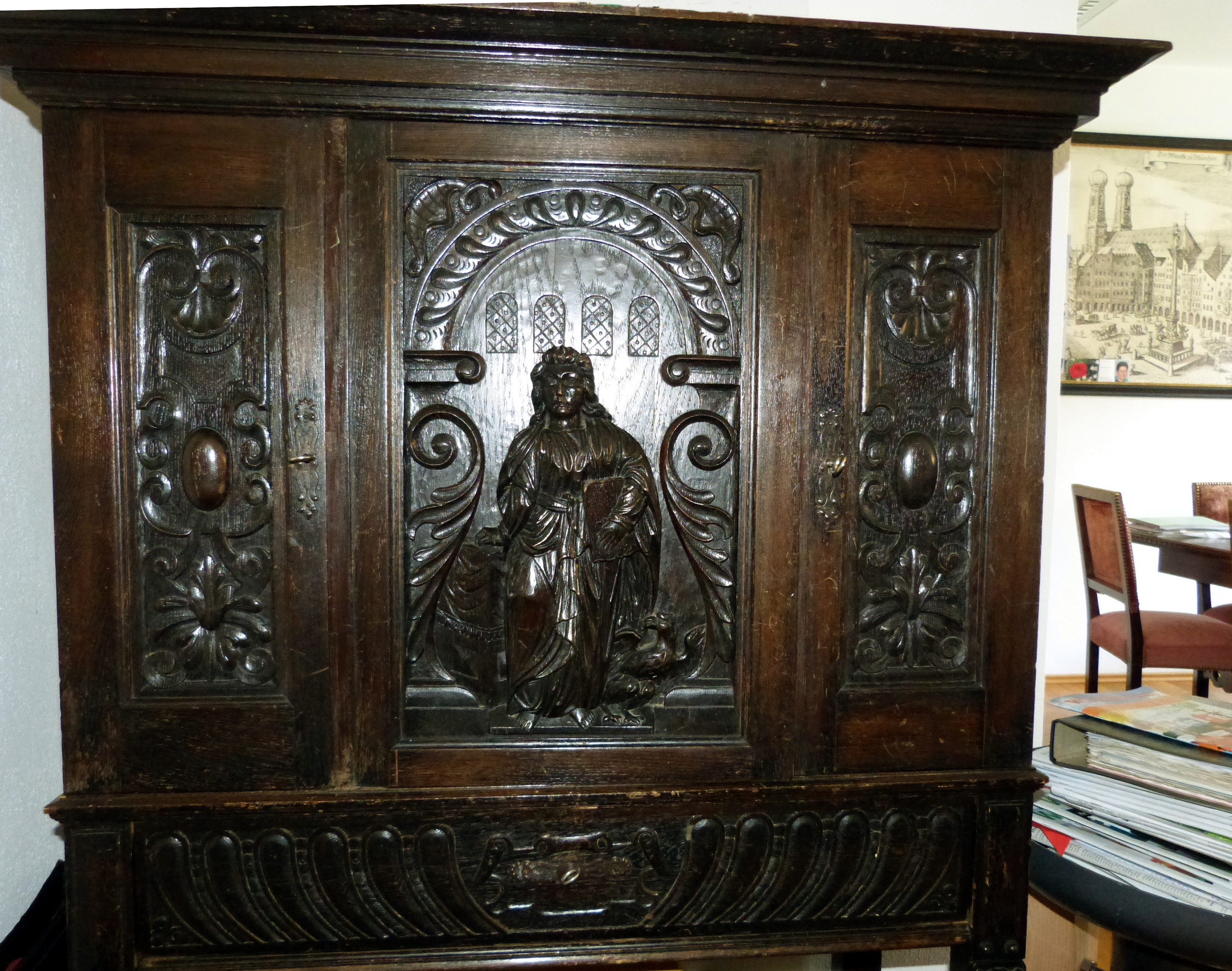
Eines der wenigen noch erhaltenen Möbelstücke aus der Zeit der Gutsherren von Maffei

Auf Buchhof wurde 1875 das für gesellschaftliche Verpflichtungen ungeeignete Gutshaus abgerissen und als Landsitz der Familie Schloss Buchhof erbaut. (Die ursprüngliche Bezeichnung „Villa Maffei“ wechselte später zu „Schloss Buchhof“, um den Unterschied zur Maffei-Villa in Feldafing deutlich zu machen, die dem aus einem anderen Familienzweig stammenden Hugo von Maffei gehörte.) Den Bauauftrag erhielt der renommierte Münchner Architekt Georg von Hauberrisser, der Erbauer des Neuen Münchner Rathauses. Er erstellte, als Kopfbau an die Wirtschaftsgebäude anschließend, ein repräsentatives Gebäude im Stil der Neurenaissance mit einem Erkerturm, der vom Dachgeschoss aus die Fernsicht auf den See erlaubte. Im Gegensatz zu den gepflegten englischen Gärten der Villen am See waren die Ländereien des Buchhofs wald- und wildreich. Zeitzeugen berichten von dortigen Treibjagden mit bis zu zwanzig Jagdherren und einer Vielzahl von Treibern aus den Dörfern der Umgebung. Das neue, großzügig konzipierte Herrenhaus bot für die die herbstliche Jagdsaison begleitenden Feste den geeigneten Rahmen.
Szenen der Jagd und Tiere in freier Wildbahn waren dementsprechend auch ein häufiges Motiv in den auf Buchhof entstandenen Werken des Malers Guido von Maffei. In dem Atelierhaus, das er sich erbauen ließ, entstanden später ebenfalls viele der Landschaftsbilder des bis 1982 dort lebenden Georg Arnold-Graboné.
Nach dem Zweiten Weltkrieg beherbergte das inzwischen der Stadt München gehörende Schloss die Jungenstadt Buchhof, ein für verwaiste männliche Jugendliche gegründetes Wohnheim mit Lehrwerkstätten. Ihm folgte die jetzt dort ansässige Munich International School, eine Privatschule, der die Stadt das Schloss und Teile des Gutsgeländes im Rahmen von Erbbaurechten überlassen hat.